# Ferdinand Oechsle
Christian Ferdinand Oechsle (* 26. Dezember 1774 in Buhlbach bei Baiersbronn; † 17. März 1852 in Pforzheim) war ein deutscher Mechaniker, Goldschmied und Erfinder.
Nach der von ihm entwickelten Methode zur Bestimmung des Mostgewichts wird bis heute in Deutschland, der Schweiz, dem Fürstentum Liechtenstein und in Luxemburg die Qualität des Traubenmostes in der Einheit Grad Oechsle gemessen.

## Leben und Wirken
Sein Vater Israel Oechsle war 1781 Hüttmeister in der Glashütte Erlach bei Großerlach und wird später Faktor, Anmenger und Bleiglaser in der Glashütte Buhlbach in Obertal.
Nach einer Goldschmiedelehre in Öhringen siedelte Ferdinand Oechsle 1794 nach Pforzheim über und wurde dort 1800 Kabinettmeister in der Goldwarenfabrik von Dennig. 1803 heiratete er Karoline Gmelin. 1810 gründete er eine eigene mechanische Werkstätte, in der er vor allem Brücken- und Präzisionswaagen produzierte. 1820 bekam er vom Großherzog von Baden das Amt eines Großherzoglich-badischen Goldkontrolleurs übertragen.
Seine Erfindungen veröffentlichte er ab 1825 in Dinglers Polytechnischem Journal.
Sein Sohn Christian Ludwig Oechsle (1814–1897) führte die Werkstatt weiter, bei ihm erlernte Ernst Leitz senior den Beruf eines Mechanikers.

## Oechsles Mostwaage
1836 erschien seine Arbeit Über den Gebrauch der Most- und Weinwaage in der er seine Methode zur Bestimmung der spezifischen Dichte im frisch gepressten Traubensaft beschrieb. Mit der Erfindung seiner Mostwaage, die er zusammen mit seinem Sohn Christian Ludwig entwickelt hatte, wird noch heute das Mostgewicht in °Oechsle gemessen.
Die Mostwaage an sich wurde bereits früher erfunden. Oechsles Erkenntnis „Wenn man den Zuckergehalt des Mostes messen könnte, müßte es möglich sein, die Entwicklung des auszubauenden Weines besser vorauszusehen“ führte ab den 1830er Jahren zur Serienherstellung von Oechsles Mostwaagen.
Oechsles Verdienst liegt vor allem darin, dass er die praktisch anwendbare Gradeinteilung auf den Spindeln einführte und sein Messgerät durch Serienfertigung den Winzern zugänglich machte.
Zu Ehren dieser für den Weinbau bedeutsamen Erfindung wird in Pforzheim seit 1986 jährlich Ende August bis Anfang September das mehrtägige OechsleFest,  ein Weinfest, gefeiert.
Außerdem erfand er eine Goldlegierungswaage (1838), eine Rechenmaschine für Bijouteriefabrikanten (1840), ein gefahrloses Knallgas-Gebläse für Lötarbeiten sowie Varianten des Lebensrads, das als ein Vorläufer des Kinematographen gilt.

## Werke
- Über die Silberprobe auf nassem Wege überhaupt. Pforzheim, 1833.
- Praktische Anleitung zum Berechnen der Goldlegirung, Abtreiben und Reinschmelzen der Feilung und zur Bereitung eines guten Goldschlagloths: nebst Legirungs-Tabellen für Bijouterie-Fabrikanten und Goldarbeiter. 2., verm. u. verb. Aufl. von Chr. L. Oechsle, Sohn. 1851.
- Kleines Handbuch fuer Goldarbeiter. Karlsruhe, 3. Aufl. 1860.